# Culeolus tenuis
Culeolus tenuis är en sjöpungsart som beskrevs av Vera Mikhaylovna Vinogradova 1970. Culeolus tenuis ingår i släktet Culeolus och familjen lädermantlade sjöpungar. Inga underarter finns listade i Catalogue of Life.